# Orve
Orve település Franciaországban, Doubs megyében. Lakosainak száma 58 fő (2022. január 1.). Orve Anteuil, Chazot, Crosey-le-Grand, Rahon, Sancey és Vellerot-lès-Belvoir községekkel határos.

## Népesség
A település népességének változása:
| Lakosok száma | 69   | 69   | 62   | 66   | 69   | 67   | 61   | 57   | 57   | 58   |
|               | 1968 | 1982 | 1990 | 2006 | 2013 | 2015 | 2017 | 2019 | 2020 | 2022 |